# Jugoslavien i olympiska vinterspelen 1968
Jugoslavien deltog med 30 deltagare vid de olympiska vinterspelen 1968 i Grenoble. Ingen av landets deltagare erövrade någon medalj.